# 遠藤誠一
遠藤 誠一（えんどう せいいち、1960年6月5日 - 2018年7月6日）は元オウム真理教幹部、獣医師。元死刑囚。北海道札幌市出身。ホーリーネームはジーヴァカ。教団内でのステージは正悟師で、1994年6月に教団に省庁制が採用されてからは厚生省大臣になり、後に厚生省を二分して生物兵器担当の第一厚生省大臣となった（化学兵器担当の第二厚生省大臣は土谷正実）。松本サリン事件において実行犯、地下鉄サリン事件においてサリン生成の責任者を務めたとして死刑が下された。

## 来歴

### 少年期
1960年6月5日、北海道札幌市にて生まれる。父は室内装飾会社の役員、母は世界救世教の信者で、姉が一人いた。キリスト教系の幼稚園に通っていたこともあり、幼少期から宗教に触れる機会が多かった。クラスで一番背が低く、さらに左耳の難聴を患っていたが、野球・サッカー・スキーをするなどスポーツ好きで、社交的で活発な子供だった。少年時代から動物好きで、父親に対し「世話は僕が一人でする。絶対可愛がるから」と熱心に説得して犬を飼った。中学1年の時は学級代表を務めた。中学3年時の担任教諭によると成績は全教科優秀で、特に理数系が得意な優等生だったという。その一方で冗談好きでひょうきんな一面もあった。中学校の卒業文集では20年後の自分について「たぶん大学でも卒業して司法あるいはマスコミ関連についているだろう」と書き、友人の遠藤評には「皆から好かれる可愛い人です」と書かれていた。
北海道札幌北高等学校2年のとき愛犬が病気になり、獣医に治療してもらったことがきっかけで獣医を志す。自分が獣医になれば飼い犬の病気を自分で診てやれると考え、犬猫専門の病院に勤めようと構想し、動物の病を治し生命を救うことに憧憬の念を抱いた。

### 大学・大学院時代
こうして夢を叶えるべく帯広畜産大学畜産学部獣医学科に進学する。初めのうちは学生寮に住むが、のちに親しい友人と8畳1間のアパートを借りて共同台所で自炊するつつましい生活を送った。大学2年のとき、分子生物学の講義を受け、「これこそが究極の学問ではないか」と感銘を受けた。これを契機として遺伝子工学の勉強を独自に始め、遺伝子工学の研究室へと配属された。一方その頃、獣医は飼い主の依頼があれば犬猫を毒殺することもあると知り、獣医よりも研究者としての職に惹かれていく。さらに大学1年の3月に父親を肝臓がんで亡くしたこともあり、将来の目標を獣医から遺伝子工学の研究者に変えることを決心した。
1986年、同大学院畜産学研究科獣医学専攻修了と同時に獣医師の資格を取得。修士論文は「各種のアデノウイルスDNAの牛腎臓株の核I因子の結合に関する研究」。ウイルス遺伝子複製のときのウイルス中の核タンパク質についての研究で、原文はすべて英語だった。同年、京都大学大学院医学研究科博士課程に進学。母親は「京都大学医学部」の看板を背景にして写した写真を近所の人に見せるなど大喜びであった。京大ウイルス研究所では遺伝子工学・ウイルス学を専攻し、「成人T細胞白血病ウイルス」と、当時話題になった「エイズウイルス」の遺伝子解析を行うなどした。毎朝11時から深夜2,3時まで実験室に籠もる生活を送り、研究仲間にも特に研究熱心だと思われていた。
しかし遺伝子について研究していく中で「遺伝子とは生命の根本であるが、生命の本質ではない」という「生命の神秘」という疑問に突き当たり、魂の存在など精神世界に興味を抱き始めた。そして1986年12月、麻原彰晃の著作『超能力秘密の開発法』に出会う。冬休み、帰省のために札幌へ向かう船の中で、麻原の本を読みながら眠ると麻原にエネルギーの注入をされる夢をみた。目が覚めるとそのとき風邪をひいていたはずが、熱が下がったという経験をした。その後さらに神秘体験を重ねて麻原への興味を深めると、オウム神仙の会（オウム真理教の前身。当時はヨガサークル）の大阪支部を訪ね、1987年3月、宗教団体という認識は持たずに入信。入信直後、幽体離脱を経験し、さらに宗教的神秘への確信を深めた。これらの神秘体験を経て、「生命の本質は遺伝子ではなく魂であり、それは仏教でいう『真我』である」と確信するにつれて、遺伝子工学がもたらすような科学的世界像より魂を本質とした宗教的世界像を優先するようになった。こうして「超能力や神秘体験などは全く信じない」という理系の人間だったはずの遠藤は、オウムの思想体系に傾倒していく。
1988年に麻原が出版した著書『マハーヤーナ・スートラ 大乗ヨーガ経典』の広告に、「京都大学大学院生」として推薦文を寄せている。その中で遠藤は、「一切のものは原因と結果の連続に過ぎない」という麻原の言葉に、長く心を縛り付けていた重荷から解放されるような安らぎを感じ、ここまで真理を公開した麻原に何とか報いなければならないような気がしたと述べている。
オウムに入信してからというもの「インドでヨガの修行をする」と言い残して大学から3ヶ月ほど姿をくらますことがあった。当時、研究と並行して看護学校で講師のアルバイトをしていたが、ある日突然同僚に仕事を押し付けて何日かいなくなることもあったことから、周囲との人間関係が悪くなり、研究室の中でも浮いていたという。
当時からオウムは高学歴理系信者の獲得に腐心しており、遠藤もそのために麻原から目をつけられた学生のうちの一人だった。坂本堤弁護士一家殺害事件のきっかけの一つになった「愛のイニシエーション」で麻原のDNAの効果の是非（すなわち疑似科学）が話題になったが、これは以前からこの構想を描いていた麻原が、当時京大院生だった遠藤に対し「血液の培養はできないか」と問いかけ、遠藤が「（血液自体はできないが）血液を抜くことでリンパ球からDNAを取り出して増やすことができる」旨を答えると、麻原は遠藤にその通り「愛のイニシエーション」の開発を命じたという背景がある。遠藤は教団施設にて麻原の血を抜き、それを京大の研究室へ持ち帰って、指導教授や他の研究員に隠れて一人で麻原のリンパ球の培養を始めた。そして麻原は遠藤に対し、出家したら専用の研究室を与えることを約束し、出家を迫った。
遠藤は出家に対してかなりの躊躇があったが麻原や出家信者からの強い勧めに押され、1988年11月9日にオウム真理教に出家した。このとき後ろめたさからか家族には「インドに修行に行く」と書いた手紙を送った。大学院はひとまず休学の形とし、京大ウイルス研究所での研究に一通りの結果を出すと、研究所から姿を消した。

## 出家後

### ヴァジラヤーナ前 − 地位確立
出家後は教団でのバイオテクノロジーの応用研究を一任され、教団を「科学」のベールで飾り立てる重臣の一人として扱われた。初期における主な仕事はCMIでのイニシエーション（儀式）の開発とAFIでの食料品開発で、教団の布施獲得による収益基盤の強化に大きく貢献した。出家後は約束通りサティアンビルの一角に専用の研究室を与えられ、後には自身の教団名を冠した研究棟「ジーヴァカ棟（ジーヴァカ邸・CMI棟）」までもを設けた。
出家直後は石井久子と村井秀夫を直属の上司としてCMI（コスミック・メディカル・インスティチュート）の実質的な責任者となる。CMIでは主に「シークレット・イニシエーション」や、先述の「愛のイニシエーション」などのバイオテクニック関係のイニシエーション開発を行った。
「愛のイニシエーション」については、出家後、麻原に与えられた自身の研究室にて出家前に培養した麻原のリンパ球からDNAを取り出し、それを大腸菌に入れることでDNAを増殖させた。こうして遠藤が増殖させたDNAを麻原自身が飲み、遠藤に対し「エネルギーが上がった。コーザル世界やアストラル世界の浄化がおきる」と告げるが、そのとき遠藤は「何故自分のDNAを飲んでエネルギーが上がるのだろう（自分自身のだから変化はないはず）」と疑問に思い、データを取りたい旨を麻原に申し出ると、麻原は自分が言うんだから間違いないとこれをはね退けて、遠藤はやむなく引き下がった。このときオウムの書籍で「京大医学部で調べたら尊師のDNAに秘密があることが分かった」と書かれ、それをオウム真理教被害者対策弁護団が京大医学部側に「照会書」として送るが、もちろん当時の京大医学部長はこれを否定した。遠藤自身も教団の出版部門の責任者に対し「自分が個人的に培養しただけなのにこれでは京大医学部が正式に研究したことになってしまう」と抗議したが、結局うまく言い包められてしまったという。
また教団内部の食料等を統括するAFI（アストラル・フード・インスティチュート）の責任者をも務め、ここでは健康食品・「アストラル丹」・「ソーマ」・「サットヴァレモン」などを製造・販売し、教団の食料関係の資金稼ぎに貢献した。教団の女性向け刊行誌である『えんじょい・はぴねす』では石井久子・中川智正とともにクッキングコーナー「健康を食べよう！」の調理実修を担当した（監修は麻原）。
他にも（獣医であるにもかかわらず）麻原の主治医を務めたり、菊地直子がいた教団の陸上競技部 のコーチをも兼任した。村井秀夫・中川智正とともに理系信者獲得のため教団の科学者として入信希望者の面談を受け持つこともあった。
このように様々な職責を担い、仕事をこなすことで、遠藤は麻原の寵愛をものにしていく。その象徴として遠藤は麻原4女・松本聡香の許婚とされ、将来的に麻原の義理の息子となることを確約される栄誉にあずかった(すなわち政略結婚)。1989年、遠藤が麻原の妻・松本知子の出産に立ち会い4女を取り上げた。寝ている4女の様子を見に行った際、4女の体から青い光が出て、自身のアナハタチャクラ（胸のあたり）に入ってくる神秘体験をし、4女に対し「恋心のようなもの」を抱いたという。4女は遠藤について「とても子供っぽい人」と評しており、それを示すエピソードとして、遠藤が4女とトランプをする際は自身が勝つまでやり続けたことなどを挙げた。遠藤は逮捕された時「最後にもう一度、さとちゃんとババ抜きがしたかったよ」と語ったともされる。
1989年11月に「大師」の称号と、古代インドで名医・医王と尊称された、釈迦牟尼の医師の名に因むホーリーネーム（祝福名）「ジーヴァカ」を得る。
1990年、政界進出を目論んだ教団はオウムの宗教政党である真理党を結成し、第39回衆議院議員総選挙に立候補する。遠藤は渋谷周辺地区の選対リーダーを任され、自身も候補者の一人として旧千葉4区から出馬するが落選。これによって息子のオウム入信を知った母親は、周囲の人に対し「息子は勘当した」と話した。

### ヴァジラヤーナ以降 − 名声失墜
上記の選挙戦では党首・麻原、出馬した24人の弟子全員が落選し、真理党は惨敗した。「オウム主宰の祭政一致国家の樹立」という大願を正攻法では叶えられないと思い知った麻原は、教団進出のためなら人殺しも厭わない旨の殺人教義・「ヴァジラヤーナ」を打ち立てて、教団武装化を目指した。今まで主にイニシエーション・食品開発を担ってきた遠藤だったが、この方針転換によって大量殺戮のための生物兵器開発――主にボツリヌス菌・炭疽菌・ペスト菌の培養を指示されるようになっていった。しかし遠藤はこれら全ての培養に失敗し、結局生物兵器開発の点で麻原の期待に応えることはできなかった（これは遠藤がウイルスの研究者であって、細菌学については門外漢であったためだとされる。出家前は大腸菌の培養しか経験がなかった）。イニシエーション・食品開発による布施獲得の点で多大な貢献を果たし、着実に教団内での地位を築き上げてきた遠藤だったが、培養失敗を重ねたことで（教団が生物兵器開発に大量の人員と資金を投入していたこともあり）麻原の信頼を失ってしまう。一方、遠藤による生物兵器開発を諦めた麻原は、化学兵器に期待を寄せるようになる。そこで村井・土谷正実を通じて生まれたアイデアが毒ガス「サリン」の製造であった。
1993年、末端の信者である元理系大学院生の土谷正実（教団においてサリンの製法を確立したとして死刑）がサリンの合成を成功させたと知ると、遠藤は土谷を部下にしたいと考えるようになる。すると当時土谷の直属の上司だった中川智正に対し「何か困ったことはないか」と聞き、中川がないと答えると「君は僕が入るのが嫌なのか」と因縁をつけ、中川を化学のワークから外すための根回しを始めた。1994年、中川に「はっきり言って出ていってほしい」と告げ、中川を研究施設から強引に追い出し、土谷を自身の部下にした。その後、遠藤は土谷とともに違法薬物である幻覚剤LSDの合成を成功させた。のちに口も聞かない間柄になる二人だが、中川によると「この頃の二人は仲が良かった」とのこと。
土谷正実が出家した背景として、遠藤の生物兵器開発が失敗を重ねたことで化学兵器に目をつけた教団が、化学の素養を有する土谷に有用性を見出し、強引に土谷を出家させたということがある。これは「遠藤が無能なせいで教団の悪事に加担させられた」として土谷が遠藤に恨みを募らせる遠因となった（土谷正実#遠藤誠一との対立も参照）。
1994年6月に教団における独自の省庁制が発足すると、CMI・AFIの責任者であった遠藤は厚生省大臣、土谷は厚生省次官に任命され、土谷は正式に遠藤の部下となった。その後、遠藤は土谷に対するそれまでの態度を一変させ、高圧的に振る舞うようになり、さらには土谷に「僕の許可なく尊師と直接会ってはダメだからな。今後はすべて僕に報告するようにしてくれ。僕が尊師に上げるから」と申し向け、土谷と麻原の接触を絶つなどした。土谷の化学兵器に対して自身の生物兵器がことごとく失敗していったことから、功名心の強い遠藤は土谷に対して激しい嫉妬をぶつけ、さらには部下に八つ当たりを起こすようになる。遠藤は機嫌が悪いと部下に物を投げつけたり、口汚く罵ったりすることから畏怖嫌厭され、省内で孤立していき、土谷との関係は修復不可能なものになっていった。のちに土谷は、遠藤が極めて嫉妬深く、他人の手柄を独り占めにしたり、他人を陥れる言動は平気な人物であったと振り返った。
貪欲な振る舞いの甲斐あってか、1994年7月に教団内における「尊師」、「正大師」に次ぐ位である「正悟師」の称号を得る。
1994年12月6日、遠藤と土谷の不仲が原因で、厚生省を分裂させることが決まった。麻原・ 村井秀夫・早川紀代秀・土谷の四人で、土谷が新たに責任者となる省庁名について話し合いが行われ、麻原の提案により「究聖科院」に決まるが、その後、遠藤による麻原への直訴で「究聖科院」は「第二厚生省」に、遠藤が統括する「厚生省」は「第一厚生省」に名称変更され、しかも「第一厚生省大臣」である遠藤が土谷が責任者であるはずの第二厚生省のメンバーに土谷の了解なくワークの指示を出したりするなど、「第二厚生省」は実質「第一厚生省」の下請けとして扱われることになり、結局土谷（と土谷の部下）は遠藤の配下から逃れられなかった。このような二人の確執の一因について、麻原がわざと二人の対抗心を煽り、競わせることで教団の兵器開発を促していたのではないかという見方もある。
遠藤は、土谷のような純粋な探究心や知的好奇心に突き動かされる科学者というよりも、地位や名声を求めて仕事をする科学者だと見なされていた。前述の通り教団には、修行の進度に応じたステージから構成されるピラミッド型の階級制度が存在していたが、結局そのステージの昇降自体が麻原の一存とされていたので、信者達は麻原に取り入って歓心を買うことで出世を求め、遠藤もそうした背景事情の下で麻原の企てる違法行為に足を踏み入れていった。

## 事件への関与
松本サリン事件、滝本弁護士サリン襲撃事件、 駐車場経営者VX襲撃事件、池田大作サリン襲撃未遂事件の実行犯、地下鉄サリン事件のサリン製造係として事件に関わった他、生物兵器培養、化学兵器製造、違法薬物製造などを行った。

### 生物兵器の培養
第10サティアンに隣接したプレハブ建物・ジーヴァカ棟（CMI棟）を研究施設として与えられ、ボツリヌス菌、炭疽菌、ペスト菌などの細菌兵器の培養を行うなど、教団の生物兵器の全権を握っていた。
麻原らが首都圏各地にこれらの菌を撒いたが、いずれも効果は無かった（亀戸異臭事件、オウム真理教の国家転覆計画も参照）。またオウム真理教被害者対策弁護団の中心人物滝本太郎弁護士の毒殺をねらって脱会交渉の場でボツリヌス菌を塗布したコップでジュースを飲ませたが、ボツリヌス菌が培養出来ていなかったためこれも健康被害はなかった。地下鉄サリン事件直前には霞ケ関駅でボツリヌストキシン散布を試みたが失敗した。
まずボツリヌス菌によるテロの着想は、1989年4月に麻原の四女・松本聡香が生まれた際に、出産に立ち会った遠藤が麻原に対し「蜂蜜にはボツリヌス菌が含まれるので乳児に与えないように」と進言したことにあった。これによりボツリヌス菌に興味を抱いた麻原は、遠藤からボツリヌス菌が世界最強の毒である旨を聞かされ、のちに選挙戦大敗による教団武装化を企てた際に、これを思い出した麻原が遠藤にボツリヌス菌の大量培養を命じた。その後、遠藤は早川紀代秀、新実智光らとともに北海道の奥尻島や石狩川の流域へ行き、ボツリヌス菌が含まれる土を採取した。持ち帰った土のサンプルを取り、各部分を培養してボツリヌス菌を増殖させようとして、ベンチ規模・プラント規模で何度も培養を試みるが、結局生物兵器としてのボツリヌス菌大量培養は失敗に終わった。
1992年夏から秋頃、次に遠藤は生物兵器として名高い炭疽菌の培養にも着手した。炭疽菌には多くの菌種があるが、遠藤はまず無害の菌種を採用し、それを遺伝子工学の手法で毒性を持つ有害菌種に変換しようとしたが失敗。他にもフグ毒などの海産毒も調査をしていたが、資料不足のため断念。遠藤の生物兵器開発に教団は大量の人員と資金を投入していたが、遠藤がこれらの失敗を重ねたために麻原は遠藤への信頼を失くし、その後、麻原、村井秀夫、新実智光、上祐史浩ら男性幹部の会議により、失敗続きの生物兵器より経済効率も良い化学兵器を中心に開発する方針が定まり、遠藤に当てられていた「科学者」としてのスポットライトは化学兵器担当の土谷に注がれるようになった。結局遠藤の培養した生物兵器によるテロは一度も成功していない。
オウム出版『日出づる国、災い近し』に「北海道大学医学部卒の聖者ジーヴァカ正悟師」として登場、ハルマゲドン時に使われるであろう新しい生物兵器と、それらの対策や治療方法について意見を述べている（なお遠藤は北大卒ではないが、詐称したのか誤植かは不明。土谷は遠藤から北大出身だと聞かされ信じこんでいたという）。

### 非合法薬物・サリンの製造
イニシエーションに使用するLSD、覚醒剤、メスカリン、チオペンタールナトリウムなどの違法薬物密造事件においても土谷正実、中川智正とともに中心的人物であった。さらに、地下鉄サリン事件では中川とともにサリンを製造した。（しかしサリンについては、実際に遠藤が主体となって製造したのは地下鉄サリン事件のサリンが最初で最後であり、それ以前の滝本弁護士サリン襲撃事件、池田大作サリン襲撃未遂事件、松本サリン事件では製造役でなく実行犯を務めた。これらの事件で使われたサリンはいずれも土谷と中川が製造・関与している）。
サリン、VXの製造が土谷が主導をとり、遠藤は補助的な役割であったのに対し、チオペンタールナトリウムは遠藤が主体となって製造した。遠藤が製造し、土谷が量産したチオペンタールは教団でのスパイチェック、 公証人役場事務長逮捕監禁致死事件で自白剤として作われた。「キリストのイニシエーション」などで使われた幻覚剤LSDは土谷がプロトコルを作成し、遠藤が大量培養した。

### 松本サリン事件への関与
1994年6月27日に教団が起こしたテロ・松本サリン事件において、長野県松本市内にサリンを撒くことについて当初の謀議から関与し、中川とともに現場周辺を下見した上、犯行に使用する長野県松本ナンバーのワゴン車をレンタカー社より自身の名義で借り入れ、犯行当日は（共犯者が被曝した場合に備えて）医療役の一員として犯行現場まで同行した。その際に使用したワゴン車が犯行現場で接触事故を起こし、借りた車体に傷をつけてしまったことから、犯行後には松本市内で故意に接触事故を起こして警察より交通事故証明書を受け取るなど、罪証隠滅工作を行った。

### 地下鉄サリン事件への関与
教団は強制捜査を実施しようとする警察の目先を変えさせるために、地下鉄にサリンを撒くことを計画。1995年3月17日、麻原から「サリン作れるか」と尋ねられ、遠藤はそれまでサリン製造の経験がなかったが、土谷の助手達も土谷の指導のもとでは製造できていたことから、自分にもできると踏んで「条件が整えば出来ると思います」と答えた。その後、地下鉄サリン事件の総指揮を任された村井秀夫より、中川智正とともに散布のためのサリンを製造することを指示される。
中川からサリンの原材料・メチルホスホン酸ジフロライド（以下ジフロ）を渡され、ジフロからサリンを生成することを伝えられるが、松本サリン事件でサリンの殺傷力を知悉していた遠藤はサリン生成に関わりたくない気持ちが大きくなった。そこで土谷の元へ行き、ジフロの容器を渡して分析を依頼し、さらにサリンの生成につき「君の所でやってくれるんだろう」と尋ねたが、土谷は自身の研究棟にあったスーパーハウス（実験者が有毒ガスを吸わないで済むドラフトの装置を設置したプレハブ小屋）が既に撤去されており、残されたドラフトも排気能力が弱くてサリンを生成するには危険であったことなどから、これを断った。結局遠藤は自身の研究棟であるジーヴァカ棟内のドラフトが設置された部屋（ドラフトルーム）においてジフロからサリンを生成することとなり、土谷の助言を得てサリンの生成方法を決定した。こうして土谷の指導のもと同月19日に中川とともにサリン5,6リットルを生成。このとき遠藤は土谷に対し「東京に行かないように第二厚生省のメンバーに伝えてくれ」「国会図書館とか、地下鉄を使うような所とかね」と零したとされる（これが後に遠藤が生成したサリンの用途について認識していたことの裏付けとなった）。遠藤は完成したサリンをナイロン袋に注入して二重袋にした上で村井に引き渡し、サリン散布役らが予行演習に使用する水入りナイロン袋を製作して、これも提供した。さらに実行犯らに対してサリン中毒の予防薬を渡すなど、主に地下鉄サリン事件の最終準備作業に関与した。翌20日の昼過ぎ、第6サティアンの3階にある自室にて東京の地下鉄にサリンが撒かれたことを知った。

## 逮捕・裁判

### 逃走・逮捕
強制捜査にそなえて証拠隠滅工作を行った後、逃走資金3,000万円を持って信者9名と九州方面に逃亡、温泉街で豪遊する。その後、村井秀夫の指示で上九一色村の教団施設に戻り、違法薬物等を隠匿した。第2サティアンの地下2階の隠し部屋に土谷正実らとともに潜伏し、4月26日16時27分に瞑想しているところを土谷とともに逮捕された。逮捕時、捜査状況をメモした大学ノート・名刺・現金120万円・PSI等を持っていた。松本サリン事件の実行犯、地下鉄サリン事件の共同正犯、駐車場経営者VX襲撃事件 などで殺人及び殺人未遂などの罪で起訴された。5月15日、取調官に麻原の逮捕状を見せられると、「（麻原は）末期がんで死にそうなので大事に扱ってください」と頼んだ上で、麻原が第6サティアンの隠し部屋にいることを自供した。

### 初公判から第4回公判まで
取り調べや裁判初期の段階では非常に反省している様子で罪も認め、オウムの疑似科学に協力したことを悔いていた。そして1995年11月に悩んだ末教団を脱会。このとき取調官に対し「何をやらせても自分は失敗ばかり。二流の研究者だった」と話したという。さらに捜査段階において地下鉄サリン事件の実行犯たちが「村井を介して指示を受けた」と証言する中、遠藤は唯一、麻原から直接指示を受けたことを証言していたことから、麻原の犯罪を立証する「検察の切り札」だと見なされていた。しかし一方で、麻原を裏切るかたちをとるのに臆する様子で「裏切ると、来世がなくなる。地獄も天国もない、無になってしまう」「死刑より無が怖い」と葛藤していた。
1995年11月の初公判では「真実を歪めず、全部を話したい」との意向を表明し、真相解明に協力的な姿勢を示した。裁判初期段階における遠藤の印象について、オウム事件の裁判を傍聴し続けた降幡賢一は「真相解明の鍵をこの被告（遠藤）が握っているかのように錯覚した」と述懐している。また当時遠藤の弁護人を務めたN弁護士は初公判で「信仰や教祖に対する心の揺れ、そういった人間の弱さもオウム事件を解明する重要な手がかりである」とし、オウムを脱会した今でも、遠藤が麻原や教団との関係に悩み、揺れ動いていることを隠さなかった。そして「信仰と現実の狭間で葛藤するか弱い人間としての悩みをあえて抑圧せず、公判廷では包み隠さず、あらわにすべきものとする」と宣言した。

### 弁護士解任
一方で、遠藤は麻原の初公判での態度を見定めようとしていた。すなわち「麻原が起訴内容を否認すれば見損ない、踏ん切りがつく。逆に、罪を認めるのならその実直な姿勢を評価することができる」と考えていたが、実際の麻原はそのどちらでもなく、初公判で「お話するつもりはない」と曖昧な態度を取り、遠藤はこれに動揺した。遠藤は当初「起訴事実は一切争わずに全て認め、情状酌量を求める」つもりであったが、それは当時の弁護人・N弁護士の方針に流されたまでだった。これを機として、自分が唯々諾々と全ての起訴内容を認めることも結局嘘をつくことと同じではないかと思い直し、N弁護士の方針と不一致が生じたことで、1996年6月にN弁護士を解任した。

### 第5回公判以降
N弁護士を解任するとこれまでの真摯な姿勢を豹変させる。第5回公判の意見陳述では「これまでに認めた事実は前の弁護人が勝手にやったことだから全て白紙に戻したい」とN弁護士批判を展開、従来の姿勢を翻し無罪を主張し始めたのを皮切りとして、次第に「サリンの危険性を認識していなかった」・「自分は従属的な立場であって、ボツリヌス菌や炭疽菌を提案したのは中川、サリン製造の中心人物は土谷と中川」・「アーナンダ、ウパーリ、マハーカッサパなどに比べてジーヴァカなんて大したホーリーネームではなく教祖に信頼されていたわけではない」等、自己の役割を矮小化する証言を重ねるようになり、加えて「まさか（サリンが）東京の地下鉄に撒かれるとは思っていなかった」と強調し始めた。「遠藤はサリン製造に積極的だった」とする他の共犯者の証言に対しては、「私への不快感、悪意を感じる」と否定し、他の共犯者たちが自分にとって不利な証言をすると「嘘だ」「作り話だ」などと言い立てて、自己弁護に終始することでかつての同僚たちとの間に軋轢を生み、法廷でも孤独を深めていった。
さらには、取り調べでの警察官らの言動から自分は死刑になるのではと慄いたが、捜査官の言いなりになれば死刑は避けられると考え、そのつもりで取り調べに応じたと言い張り、捜査官に従って上申書を書き上げた自分にも林郁夫（地下鉄サリン事件の実行犯の一人）同様自首が成立すると主張。また麻原の隠し部屋を自供したにもかかわらず「（麻原が逮捕されて）非常に悲しかった」と証言した。土谷からは「嘘吐き」「村井と遠藤がいたから教団が崩壊した」と批判されている。
一方で、自身が関わった地下鉄サリン事件 、松本サリン事件の被害者の各遺族のほか、駐車場経営者VX襲撃事件 の被害者に対し謝罪の手紙を出し、共犯者らの法廷に証人として出廷した際に受け取った日当の積立金から50万円をサリン事件等共助基金事務局に贖罪寄付したりなど反省の姿勢は崩さなかった。
1999年3月1日に行われた土谷正実の第61回公判、同年5月18日の第64回公判等、土谷の公判で遠藤が証人として出廷した際は、土谷はかつての上司である遠藤に対し積年の怨みを晴らすが如く、証人尋問として「遠藤弾劾」を掲げ遠藤への逆襲を図った。それは遠藤の化学知識の狭隘さを暴くようなものから教団内での振る舞いに対する糾弾に至るまで――「あなたは出家生活で偽りの述べない生活をしていたのでしょうか」と問いただし、これらに対し遠藤は徹底して「証言を拒絶します」と繰り返した。教団時代から口も聞かないほど険悪な二人であったが、法廷においても事あるごとに衝突し、罪のなすりつけ、名指しでの非難、煽り合い等を経て両者の軋轢は怨念に近い形まで熾烈を極めていった。
2002年1月16日の第100回公判において、弁護側より現在の帰依心の有無を問われると、教団で貴重な経験が得られた以上自分は麻原の弟子だと言えると前置きしつつ、「ただし帰依している状況では今ありません」として、麻原への帰依を否定した。

### 死刑求刑から確定まで
2002年2月12日、検察側より死刑が求刑される。その最大の理由として「松本サリン事件で多数の死傷者が出たことを知りながら、地下鉄サリン事件ではサリン生成の責任者を務めたこと」が強調され、さらに(1)「自らの意思で積極的に教団の違法行為に関与してきたこと」・(2)「一連の犯行の動機は教団内での昇進にあり、情状酌量の余地がまったくないこと」・(3)「公判において虚偽の否認を続けたこと」が死刑求刑の要旨とされた。
2002年5月8日の最終弁論では「裁判官と検察官、弁護人には長い裁判をしていただき、お礼を申し上げます」と述べ、事件の被害者や遺族への謝罪をすると、次に「誤解される可能性のある事柄（事件における自己の役割等）」について細やかな注釈を事務的に読み上げた。
2002年10月11日の第一審で死刑判決が下された。量刑の結論はやはり「松本サリン事件における悲惨な結果を十二分に認識していながら、地下鉄サリン事件に使われるサリンを生成したこと」だった。思惑通り死刑は免れると考えていたのか、「死刑」の宣告を受けると青ざめた顔で弁護人を振り返った。
2007年5月31日の控訴審も一審に続き死刑。一審では、麻原と決別しようとする意思の表明として麻原を「麻原さん」と呼ぶことを貫いていたが、ここでは「尊師」呼びに改められた。供述姿勢についても同様で「尊師に帰依している」「死刑になるのは自分たち12人の弟子だけでいい。尊師は未来仏なので、執行しないでください」と述べるなど、揺れ動いた。2011年11月21日、上告審である最高裁第1小法廷において上告棄却。同年12月12日に判決訂正申し立ての棄却決定、死刑が確定した。オウム真理教事件で死刑が確定するのは13人目。この判決をもって、当時特別指名手配中であった被疑者3名（平田信・菊地直子・高橋克也。この3人はその後逮捕）を除く、オウム真理教事件で起訴された被告人全員の公判が終結した。

## 晩年
死刑確定後は世間に対し口を閉ざし続けた。事件について語ることを拒み、土谷や中川が協力した新アメリカ安全保障センターのインタビュー要請も拒否している。ゆえに遠藤が仕切っていたオウムの生物兵器計画については多くの謎が残されたままである。中川によれば、こうした遠藤のスタンスは「遠藤は、話したところで死刑から逃れられるわけでもなく、何も得することがないために話さないと決めている」とのことである（ただし自身に関して言及された講演内容など、外部の情報は逐一チェックしていた。アンソニー・トゥー博士は遠藤から『中川と土谷の話すことは嘘だから信じるな』という旨の伝言を受け取ったこともある）。
死刑が確定する数ヶ月前の2006年12月末から2007年4月にかけて、かつて許嫁だった麻原4女・松本聡香と文通を続けていた。
4女との手紙の中で遠藤が「迫り来る死と孤独に対して心の支えになる人がほとんどいない」と吐露していたことに見られるように、「責任逃れは浅ましい限り」とまで言われた遠藤の自己保身的な言動は、身寄りのない彼が死刑囚というさらに孤独な境遇に人一倍怯えていたからではないかと推察された。しかしこのように悲観するのと同時に、「一種の悟りを得て自分は安らぎの中に生きている」とも記していたが、4女は、実際に面会したときの彼は幸せそうには見えなかったと述べた。また、面会で「どうして私が好きなの？」と尋ねると「さとちゃんが平和主義だからだよ」と答えたという。
2007年4月11日、4女へ宛てた最後の手紙には事件と麻原への信心について以下のように展開している。
このように「殺人は肯定していない」としながらも、麻原への帰依心を手放せないことを告白している。
以前の手紙にも「尊師に帰依はしているがアレフには所属していない」ことを明記しているが、一方で公安調査庁は遠藤を「獄中信者」と見なしながらも信仰心は揺らいでいると睨んでいた。

さらに、この手紙の結びではかつて許嫁だった4女への思慕を綴った。
晩年は東京拘置所に収監され、再審請求を行った。
2018年7月6日に死刑が執行された。58歳没。遺体は、オウム元死刑囚の中で唯一（脱会したはずの）アレフ・新保木間施設へ搬送された後、埼玉県内で火葬された。その際、遺体にはオウムの宗教服であるワインレッドのクルタが着せられ、事件前と同じ階級である「正悟師」の僧形で葬送された。その後遺骨は教団施設の専用の部屋にて祀られ、9月に本人の意向に従い故郷の海に散骨された。

## エピソード
- 小柄な体格であったことから、京大時代は「帯広のぼくちゃん」と呼ばれた[5]。
- 帯広畜産大学在学中の1980年、朝日放送「プロポーズ大作戦」の人気コーナー「フィーリングカップル5vs5」に学生選択チームの一員として出演し、柏原芳恵とカップルになっていた[3]。なお同級生によると遠藤は斉藤由貴が好きらしく、一緒に斉藤由貴の出演する映画を見に行った際は「彼女はいいなぁ」と感激していたという[2]。
- 酒を飲むとはしゃいでバック転をしてみせるなどして、京大同期生の間では人気だった[2]。
- 遠藤が代表者を務めた教団の陸上競技部の部員によると、遠藤はコーチとしても上司としても怖く厳しい存在であったが、部員と二人きりの場面では女言葉を使うこともあった[23]。
- 麻原一家・教団幹部らとともに麻原3女・松本麗華が通う幼稚園の運動会に同行し、ある競技では3女と一緒に走った[60]。
- 4女の歯を糸で抜くのに2回も失敗し、逃げる4女を追いかけて最終的にペンチで抜いた[12]。
- 修行は苦手らしく、入信直後に「修行が辛い」と言って、一度オウムを辞めたことがある。立位礼拝は泣きそうな顔でやっていた[2]。古参信者の一人・岡﨑一明によると、遠藤は独房修行の際、独房に入れられた翌日に入口を破って北海道に逃げ、2,3週間で戻ったことがあった。そのとき遠藤は「いろんな動物が来た」と怖がっていたという[61]。
- ライバル関係であった土谷正実に対しては、嫌がらせや今で言う「パワハラ」を重ねたが、それについて土谷は例として「『究聖科院』から『第二厚生省』への名称変更の根回し」・「最高級コンピューターを麻原から買い与えられるはずが、それを妨害したこと」・「厚生省分裂後も私室用のスリッパを買わせるなど指示を出したこと」などを挙げた[44]。また、土谷は被告人質問として「人生で後悔してることは何か」と問われると「遠藤を殴らなかったこと」と答えた[62]。さらに、土谷の死刑が確定したとき、土谷はたまたますれ違った遠藤が実に嬉しそうにしているのを目撃した[63]。
- 東京拘置所関係者によると、上野動物園のパンダの出産を新聞のニュースで知った際に「わあー生まれたんだー」と満面の笑みをこぼしたという[64]。

## 人物評
- 「おとなしいが負けず嫌いで努力家。わりと意地になることがあった。世の中を冷めて一歩外から見ているような人だった」-小・中学校の同級生[2]
- 「いわゆるお坊ちゃんタイプの優等生。まじめな明るい子」 -中学三年のときの担任教諭[2]
- 「実験テーマをころころ変えるので信用はなかった。わがままだという評判だった」 -京大時代の後輩[2]
- 「教授たちの評価は高かった。チャレンジ精神が強く、興味の幅も広かった」「研究者として非科学的なことを言う人ではなかった」 -京大時代の同期生[2]
- 「実験科学者としては優秀。几帳面な人」 -京大時代の指導教官[2]
- 「負けず嫌いでとても子供っぽい人」 -麻原4女・松本聡香[12]
- 「麻原に重用されるのも当然だと思った」 -林郁夫[8]
- 「口調は穏やかだが物事を言い切るタイプ」 -元信者[2]
- 「生物学者としても無能」 -中川智正[16]
- 「自己中心的な邪悪」「頑強な秘密主義者かつ重篤な大ウソつき」 -土谷正実[42]
- 「少年のような初々しさ」「小柄な少年の面影を残す」 -裁判を傍聴した法廷画家[65]
- 「気難しくて潔癖症」-東京拘置所関係者[64]
- 「高い能力を持った、プライドの高い科学者」「難しい人間だったけど、でも良い奴だった」 -上告審・再審弁護人を担った堀井準弁護士[66]
- 「周囲を気にする性格」[67]
- 「麻原を自分が抱えておきたいというところがあって、その為ちょっぴり嘘を交ぜることがあるが、本質的には嘘つきではない」－林郁夫[68]

## 関連事件
- 宮崎県資産家拉致事件（犯人隠匿罪）
- チオペンタールナトリウム密造事件（薬事法違反）
- LSD、覚醒剤、メスカリン密造事件（覚せい剤取締法・麻向法違反）
- 松本サリン事件（殺人罪、殺人未遂罪）
- 地下鉄サリン事件（殺人罪、殺人未遂罪）
- 駐車場経営者VX襲撃事件（殺人未遂罪）
- 滝本弁護士サリン襲撃事件（殺人未遂罪）
- 池田大作サリン襲撃未遂事件（立件なし）